# Kuwait
Kuwait, formellt Staten Kuwait (arabiska: دولة الكويت, Dawlat al-Kuwayt), är en stat på Arabiska halvön vid nordvästra Persiska viken som gränsar mot Saudiarabien och Irak. Huvudstad är staden Kuwait, även kallad Kuwait City. Landet blev en självständig stat 1961. Kuwait är en monarki och leds av en emir.

## Historia
Det område som utgör det nuvarande Kuwait har genom tiderna varit en del av flera storvälden: kalifatet i Bagdad, Mongoliska riket och från 1600-talet Osmanska riket som inkorporerade kustområdet i Basraprovinsen. Under den arabiske schejken Sabah I bin Jaber blev Kuwait från 1700-talet dock i praktiken oberoende. Än idag kommer Kuwaits härskare från huset Sabah, ättlingar till Sabah bin Jaber,  
Då osmanerna hotade att skärpa kontrollen över området 1899 vände sig Kuwait till Storbritannien för stöd och omvandlades därefter till ett protektorat med hög grad av inre självstyre fram till självständigheten den 19 juni 1961. Självständigheten bestreds av Irak som hävdade att landet tillhörde Irak och hotade med invasion men med brittiskt stöd kunde detta avvärjas. Efter att ha varit allierat med Irak under Iran–Irak-kriget till krigets slut 1988 (till stor del på grund av önskan av irakiskt beskydd mot det shiitiska Iran), blev Kuwait invaderat av Irak i augusti 1990 och en irakisk guvernör tillsattes. En av USA ledd FN-allians drev tillbaka de irakiska trupperna i februari 1991 och återinsatte emiren. Detta krig kallas ofta för Gulfkriget eller Kuwaitkriget.
Kuwait har i äldre tider varit bebott av olika stammar som drivit handel utmed färdvägen till och från Indien. Portugisiska sjöfarare och köpmän som följde Vasco da Gama på 1400-talet var de första européer som slog sig ner i Kuwait. De första egentliga invånarna var emellertid arabiska nomader, som kom 300 år senare och grundade staden Kuwait, som blev centrum för handeln i persiska viken. Redan på 1700-talet livnärde sig befolkningen även av att sälja de pärlor som man tog upp i Persiska viken. Pärldykarna konkurrerades dock ut på 1930-talet av den japanska pärlodlingen som då starkt utvecklades vilket gjorde att landets ekonomi försvagades. Genom sin naturtillgång på råolja har Kuwait emellertid under de senaste femtio åren blivit ett av de rikaste länderna på den Arabiska halvön.

## Geografi
Kuwait består mest av öken, med små nivåskillnader. Klimatet är torrt och varmt. I norra delen av Persiska viken utanför Kuwaits kust finns det ett antal öar belägna; störst är Bubiyan vilken nämns som ett av de femton områden som omfattar det som kallas "mänsklighetens vagga”. De viktigaste städerna är huvudstaden Kuwait, al-Salimiyya och Hawalli. 

## Styre och politik
Landet är en konstitutionell monarki där emiren enligt konstitutionen ska tillhöra ätten al-Sabah. Både emiren och parlamentet besitter lagstiftande befogenheter. Emiren utser en premiärminister varav samtliga hittills har kommit från den regerande ätten. Parlamentet (Majlis al-Umma) består av 50 ledamöter som väljs i val vart fjärde år. På grund av konflikter mellan emiren och parlamentet har det senare vid flera tillfällen upplösts varpå emiren styrt med dekret, senast i december 2011. Både Författningsdomstolen och emiren har rätt att lösa upp parlamentet.
Eftersom kuwaitiskt medborgarskap är mycket begränsat är det en minoritet av landets invånare som har möjlighet att rösta i val. Andelen fördubblades dock när Kuwait införde kvinnlig rösträtt 2005. Sedan 2009 är det möjligt för kuwaitiska kvinnor att ansöka om pass utan sin mans underskrift.

### Administrativ indelning
Kuwait är indelat i sex provinser (muhafazat): al-Ahmadi, al-Farwaniyya, Hawalli, Huvudstadsprovinsen, al-Jahra och Mubarak al-Kabir.

### Internationella relationer
Landets utrikes- och säkerhetspolitik bygger på försök att upprätthålla goda relationer med de tre stora grannarna Irak, Iran och Saudiarabien. Med Saddam Hussein ur bilden återupptog Kuwait diplomatiska förbindelser med Irak 2008. Kuwait har därefter eftersträvat normaliserade relationer genom att bland annat efterskänka delar av krigsskadeståndet från Iraks invasion 1990 och stödja stabiliseringssträvandena i Irak.
Kuwait är även en viktig bundsförvant till USA. Efter att den USA-ledda koalitionen 1991 satte stopp för den irakiska invasionen av Kuwait har USA haft en permanent militär närvaro i landet. USA har fortfarande omfattande militärbaser i Kuwait, som fungerar som ett transitområde och logistisk bas för amerikanska trupper. Kuwait är en viktig partner till Nato och är tillsammans med Bahrain de enda länderna i gulfen med statusen ”major non-NATO ally”. Kuwait stödjer (2016) den USA-ledda koalitionen mot Islamiska staten.

## Ekonomi och infrastruktur
Kuwait är en liten, rik och relativt öppen ekonomi med en bevisad råoljereserv på 96 miljarder fat – 10% av världsreserven. Petroleum står för nästan hälften av BNP, 95% av exportinkomsten och 80% av statsinkomsten. Kuwaits klimat begränsar jordbruksutvecklingen. Följaktligen är landet beroende nästan helt och hållet av livsmedelsimport förutom vad gäller fisk. Ungefär 75% av vattnet som används måste destilleras eller importeras. Högre oljepriser gav ett budgetöverskott på 6,7 miljarder kuwaitiska dinarer, eller cirka 181 miljarder svenska kronor, år 2005. Kuwait fortsätter sin diskussion med utländska oljebolag för att skapa områden för produktion i norra delen av landet.
Tillverkningsindustrin är liten och domineras av oljerelaterade industrier. Tjänstesektorn är en större och växande del av ekonomin. Gästarbetare från främst Asien och de arabiska grannländerna utgör en stor del av Kuwaits arbetskraft. Cirka 80 procent av alla kuwaitiska medborgare arbetar i den offentliga sektorn, medan den privata sektorn domineras av utlänningar. Lönenivån i den offentliga sektorn nästintill fördubblades efter att finanskrisen bröt ut 2008 och fram till 2016. Trots kuwaitiska ansträngningar att öka andelen kuwaitier aktiva i den privata sektorn, bland annat genom att toppa upp lönerna från statligt håll, fortsätter andelen utlänningar att öka.

### Näringsliv

#### Energi och råvaror
Kuwait har inga mineralfyndigheter men är rikt på olja och naturgas. Olja upptäcktes 1938 i Būrqān, ett av världens största oljefält utanför Saudiarabien, men produktionen startade först 1946 under ledning av det brittisk-amerikanska Kuwait Oil Company. År 1977 förstatligades oljeindustrin och förvaltas sedan dess av Kuwait Petroleum Corporation (KPC). De viktigaste oljefälten är Burqan, al-Maqwa, al-Ahmadi och ar-Rawdatayn. Oljeborrning sker även offshore och i den tidigare neutrala zonen mellan Kuwait och Saudiarabien. År 2006 hittades den första stora naturgasfyndigheten i samband med upptäckten av ett nytt oljefält. År 2011 uppskattades Kuwaits oljereserver utgöra omkring 7 procent av världens totala reserver. År 2010 låg oljeproduktionen på 2,5 miljoner fat per dag, vilket motsvarar 3 procent av den globala produktionen. Naturgasreserverna utgjorde samma år 1 procent av världens totala reserver, med en produktion motsvarande 3,5 procent av världens produktion. Elförsörjningen i Kuwait baseras främst på olja, men satsningar på solenergi har påbörjats i stor skala.

#### Transporter

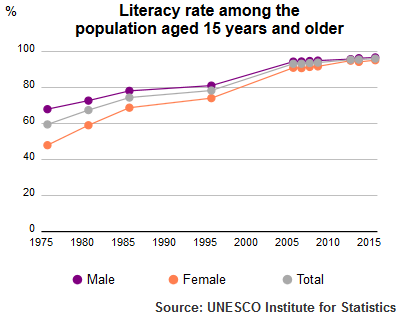
Unesco läskunnighet i Kuwaits befolkning över 15 års ålder 1975-2015

## Befolkning

### Demografi

#### Minoriteter
Omkring 80% av Kuwaits befolkning är araber; de icke-kuwaitiska araberna består av en stor grupp egyptier och statslösa araber, lokalt kallad bidun, kort för bidun jinsiyya (utan nationalitet). Andra stora grupper av gästarbetare är indier, bangladesher, pakistaner och filippiner. Kuwait hade förut en stor palestinsk befolkning, men de flesta blev utvisade efter Yassir Arafats stöd till Irak under Iraks ockupation av Kuwait.

### Språk
Det officiella språket är arabiska, men engelska är vanligt förekommande.

### Religion
Islam är statsreligion i landet och lagstiftningen ska enligt konstitutionen grundas på shari'a. Nästan samtliga kuwaitiska medborgare är muslimer och en majoritet, 60-70% är sunnimuslimer. Det förekommer social stigmatisering och diskriminering mot den shiamuslimska minoriteten, bland annat på grund av de kyliga relationerna med närliggande Iran. Lagen gör dock ingen skillnad mellan olika grenar av islam och myndigheterna ingriper mot de hatbrott som förekommer. Det stora antalet gästarbetare i landet har resulterat i betydliga religiösa minoriteter varav omkring 600 000 hinduer, 450 000 kristna, 100 000 buddhister och 10 000 sikher (2012). Religionsfriheten är begränsad; kristna som tillhör samfund erkända av regeringen tillåts förvalta egna gudstjänstplatser, en rätt som inte tillerkänns medlemmar av de icke-abrahamitiska religionerna även om dessa i praktiken kan utöva sin religion privat förutsatt att ordningsregler och förbudet mot proselytism iakttas.

## Internationella rankningar
| Organisation                                | Undersökning                   | Rankning   |
| ------------------------------------------- | ------------------------------ | ---------- |
| Heritage Foundation/The Wall Street Journal | Index of Economic Freedom 2019 | 90 av 180  |
| Reportrar utan gränser                      | Pressfrihetsindex 2019         | 108 av 180 |
| Transparency International                  | Korruptionsindex 2018          | 78 av 180  |
| FN:s utvecklingsprogram                     | Human Development Index 2018   | 57 av 189  |